# Gaspar Núñez de Arce
Gaspar Núñez de Arce (Valladolid, 4 d'agost de 1834 – Madrid, 9 de juny de 1903) fou un poeta i polític espanyol.

## Biografia
Fill d'un modest empleat de correus, va ser destinat a la carrera eclesiàstica, que rebutjava profundament. Va entrar al món de les lletres a l'estrenar la peça teatral Amor y orgullo a Toledo en 1849; a despit del seu pare, es va oposar a ingressar en el seminari diocesà i es va escapolir a Madrid. Allí va entrar en la redacció d'El Observador, un periòdic liberal, i va iniciar alguns estudis. Després va fundar el periòdic El Bachiller Honduras, que pren nom del pseudònim que va adoptar per a signar els seus articles, i on va advocar per una política que unifiqués les diferents ramificacions del liberalisme.
Va estar com cronista en la Campanya d'Àfrica (1859-1860) i es va anar implicant en la vida política; va ser tancat a la presó a Càceres a causa dels seus violents atacs contra la política conservadora del general Narváez. Quan la revolució de 1868 va deposar Isabel II, va ser nomenat secretari de la Junta Revolucionària de Catalunya i va redactar el Manifiesto a la Nación publicat pel govern provisional el 26 d'octubre de 1868. Va ser també governador civil de Barcelona, diputat per Valladolid en 1865 i ministre d'Ultramar, Interior i educació en el Partit Progressista de Práxedes Mateo Sagasta; fou diputat de la Unió Liberal per Villalón de Campos a les eleccions generals espanyoles d'abril de 1872 i pel de Castelló de la Plana a les eleccions generals espanyoles de 1876 i 1881; va ser nomenat senador vitalici en 1886; la seva salut el va impel·lir a deixar l'activitat política el 1890. Va entrar en la Reial Acadèmia de la Llengua el 8 de gener de 1874.

## Carrera literària

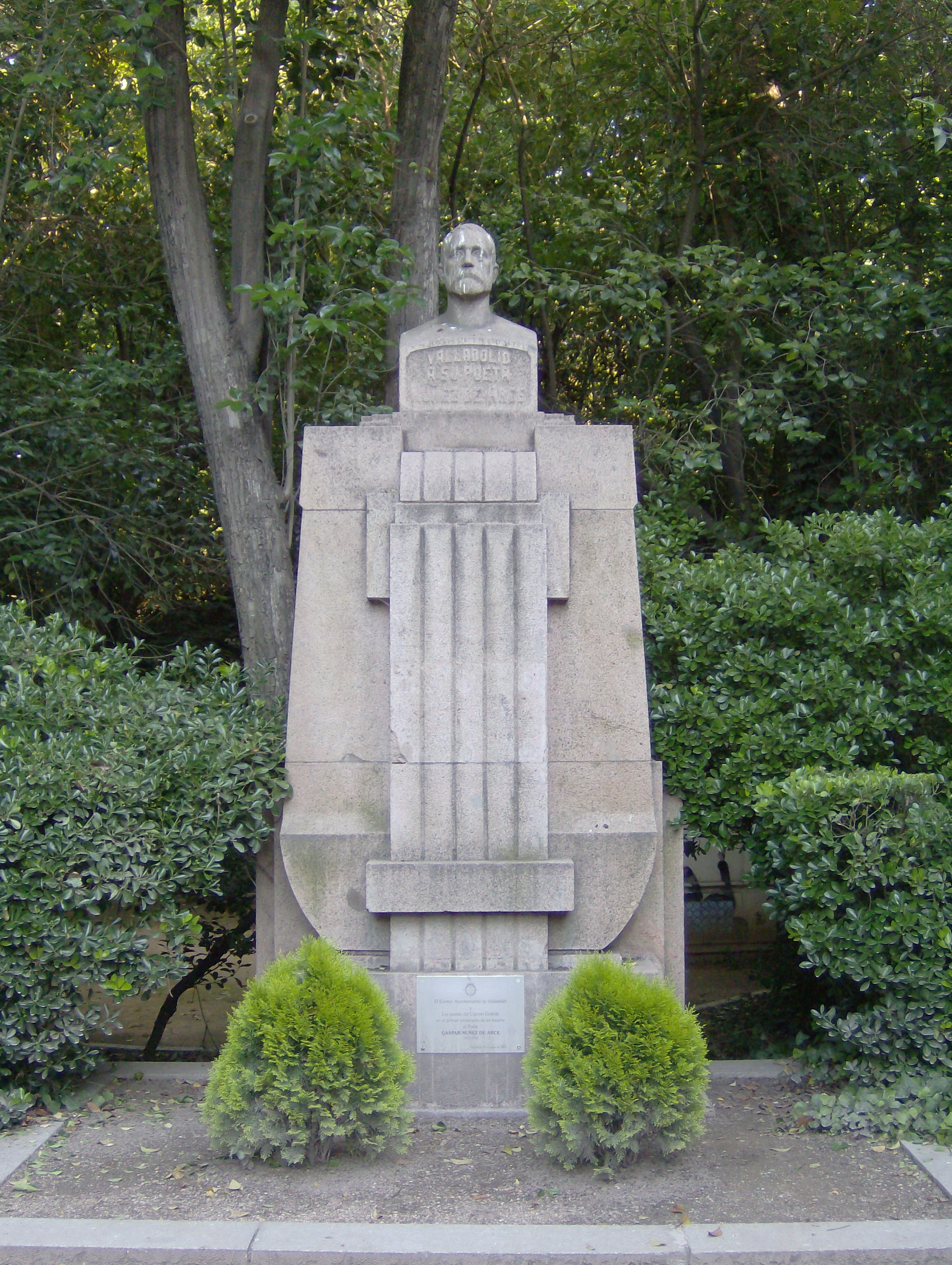
Bust de Gaspar Núñez de Arce al Campo Grande de Valladolid.

Començà a escriure teatre en col·laboració amb Antonio Hurtado, després començà a escriure sol; destaca especialment el drama històric, El haz de leña (1872), sobre Felip II i el príncep don Carlos, on no segueix la llegenda negra i procura mantenir-se fidel a la realitat històrica; en aquesta obra, tanmateix, domina el valor poètic sobre el teatral. També va escriure Deudas de la honra (1863), Quien debe paga (1867), Justicia providencial (1872) i altres.
Tanmateix, en la seva producció poètica va consolidar una obra molt més important i que va assolir gran repercussió: Gritos del combate i Raimundo Lulio en tercets, que foren publicats el 1875; en el primer, potser el seu llibre de poemes més famós, hi figuren les peces «A Darwin», «A Voltaire», «La duda», «Tristeza» i «El miserere», de les més famoses de l'autor. La última lamentación de Lord Byron, en vuitena reial, La selva oscura, inspirada en Dante Alighieri, i El vértigo, en desenes, són de 1879. La visión de fray Martín (1880), La pesca (1884), on es declara un gran amant i observador de la natura, Maruja (1886), d'inspiració sentimental, etc. són també importants. No va acabar Luzbel i Hernán el lobo (1881). Els seus poemes històrics es diferencien dels romàntics en què no tracten de descriure ambients, potser per influència del monòleg dramàtic de Robert Browning.
Els seus escrits teòrics, principalment el seu Discurso sobre la poesía, llegit el 3 de desembre de 1887 a l'Ateneo de Madrid, i reproduït més tard al capdavant de la segona edició de Gritos del combate (primera ed. en 1875) amb ampliacions, ho mostren com un poeta molt conscient de la missió de l'escriptor en la societat com a poeta cívic, i d'àmplia instrucció tant en poesia clàssica espanyola com estrangera, especialment anglosaxona. Defineix la poesia com a «Art mestra per excel·lència, ja que conté en si mateixa totes les altres, compte per a assolir les seves fins amb mitjans excepcionals: esculpeix amb la paraula com l'escultura en la pedra; anima les seves concepcions amb el color, com la pintura, i se serveix del ritme, com la música». La seva obra és molt àmplia i diversa, i inclou des dels epigrames de Humoradas a poemes valentament pacifistes i uns altres on expressa la crisi de la seva fe religiosa.
La seva poesia recorda en certs moments la de García Tassara; amb dolor i pessimisme veu la marxa del món cap a la destrucció i el caos i fustiga els mals de l'època. Va ser un gran artífex del vers, la forma del qual li obsessionava veritablement, negant-se a la inspiració precipitada. El seu estil busca conscientment la senzillesa expressiva i defuig conscientment la retòrica tant com Ramón de Campoamor, malgrat la qual cosa no incorre en el prosaisme d'aquest autor: «Hi ha per ventura gens tan ridícul com la prosa complicada, recarregada d'adorns, dissolta en tropos...? (...) Ho declaro amb franquesa: res tan insuportable per a mi com la prosa poètica, no expressiva, sinó virolada...». Va sostenir, no obstant això, com aquest, que el ritme ho era tot en el vers, ja que «suprimir el ritme, el metre i la rima, seria tant com matar a traïció la poesia». Aquesta tendència a usar el llenguatge quotidià serà la seva principal aportació, com la de Ramón de Campoamor, a la poesia posterior, i a través de Miguel de Unamuno farà possible l'existència d'Antonio Machado. Quan parla de Robert Browning, diu: «els poetes... no han d'escriure per a ser explicats, sinó per a ser sentits», i aquí tenim altra de les característiques de la seva poesia: el predomini del sentimental sobre el racional, de les sensacions sobre els conceptes.

## Obres

### Teatre
- El haz de leña (1872)
- Deudas de la honra (1863)
- Quien debe paga (1867)
- Justicia providencial (1872)

### Narrativa
- Recuerdos de la campaña de África (1860)

### Poesia narrativa
- Raimundo Lulio (1875)
- La selva oscura (1879)
- La última lamentación de Lord Byron (1879)
- Un idilio (1879)
- El vértigo (1879)
- La visión de fray Martín (1880)
- La pesca (1884)
- Maruja (1886)

### Poesia
- Gritos de combate (1875)
- Versos perdidos
- Poemas cortos